# 1994 (serie de televisión)
1994 es una serie documental que aborda distintos acontecimientos ocurridos en ese año en México, principalmente el asesinato del candidato a la presidencia por el Partido Revolucionario Institucional (PRI), Luis Donaldo Colosio Murrieta, ocurrida el 23 de marzo en la colonia Lomas Taurinas de Tijuana, Baja California.
La investigación y dirección corrió a cargo del periodista, escritor y documentalista Diego Enrique Osorno, mientras que la producción fue de Vice Studios. Los cinco episodios en que está dividida fueron puestos a disposición de los suscriptores de la plataforma de streaming Netflix el 17 de mayo de 2019.

## Sinopsis
A partir del asesinato de Luis Donaldo Colosio, candidato a la presidencia del partido oficial, "queda en evidencia la crisis de las instituciones en México".
Usando como eje la campaña de Colosio y el atentado que le quitaría la vida el 23 de marzo en Tijuana, la serie aborda otros hechos claves en la vida política y económica del país en el año de 1994, como el final de la presidencia de Carlos Salinas de Gortari, el inicio de la de Ernesto Zedillo y la devaluación del peso conocida como el "error de diciembre", así como los dos acontecimientos ocurridos el 1° de enero: la entrada en vigor del Tratado de Libre Comercio (TLC) y el levantamiento del Ejército Zapatista de Liberación Nacional (EZLN), guerrilla indígena que tomó por la vía armada la cabecera de cinco municipios del estado de Chiapas.
Como parte del relato alrededor de Colosio, se aborda su paso por la presidencia del PRI, su nombramiento como titular de la Secretaría de Desarrollo Social (Sedesol) que se crea en el sexenio de Salinas de Gortari y su designación como candidato presidencial a finales de 1993. Tras mostrar el asesinato, la serie se centra en la investigación: la creación de la sub-procuraduría especial; las distintas hipótesis; el interrogatorio y careos del supuesto asesino, Mario Aburto Martínez; las teorías sobre un falso Aburto encerrado en el penal de Almoloya de Juárez; y la grabación en video que se realiza de una recreación de los acontecimientos en Lomas Taurinas, dirigida por el propio Aburto.

## Investigación y construcción
La investigación recurrió a miles de fuentes, tanto oficiales como no oficiales, así como a material inédito desclasificado. En total, Osorno entrevistó a 50 personas.
La serie tiene una duración total de 225 minutos, dividida en cinco capítulos de 45 minutos cada uno.
Además del uso de material en video de noticieros mexicanos y extranjeros, así como videos inéditos de mítines o del interrogatorio de Aburto en Tijuana, 1994 se construye a través de las testimonios de los involucrados en los distintos hechos relatados; todos ellos aparecen a cuadro, grabados por la producción en sus casas u oficinas.
Entre las 50 entrevistas realizadas se encuentran:
- Carlos Salinas de Gortari, presidente de México de 1988 a 1994.
- Sub Comandante Galeano (antes Marcos), vocero del EZLN.
- Federico Arreola, periodista, amigo de Colosio y miembro de su campaña electoral.
- Raúl Salinas de Gortari, hermano de Carlos Salinas.
- Luis Donaldo Colosio Riojas , hijo de Colosio Murrieta.
- Talina Fernández, conductora de Televisa quien realiza el reporte en vivo desde el hospital en Tijuana al que llega Colosio.[1][2][4]